# 石井忠國
石井 忠國（いしい ただくに）は、室町時代中期の武将。肥前国小城郡司千葉氏の重臣。下総国守護千葉介（千葉宗胤か）の玄孫とも伝わる。才覚があり、郡庁の吏僚から、郡司の家老格の重臣に立身した。戦国時代から江戸時代にかけて肥前国に繁栄した石井一族の始祖と伝わる人物である。

## 生涯
肥前国の石井一族は、藤原姓で、家譜によると、事実上の始祖となる忠國は藤原鎌足の23代の子孫、藤原顕光を通じて第57代天皇・陽成天皇の女系15世と伝えている。
一方、忠國については、初見となる一次史料が僅かに存在し、実在が確実な人物であり、石井氏の家譜においても、忠國が肥前国に入国し、同国石井一族の起源となっている。
忠國の生没年は不明であるが、諸記録によれば、永享元年（1429年）から寛正6年（1465年）頃に生存していたものと考えられる（二次史料である常照院由緒記録、『北肥戦誌』）。
伝承では、忠國は、下総国の出身で、本貫は猿島郡石井郷という。先祖は下総国千田庄・八幡庄の地頭千葉胤貞・胤継父子に仕えたとみられるとともに、忠國は千葉介の玄孫とも伝わっており、石井一族が千葉氏の後裔、千葉氏の一族とも称される根拠になっている。父は千葉氏の家臣石井忠家とされ、母は一色義直の娘と伝わるが、幸手一色氏の娘か、或いはまったくの架空の話であろう。
下総国守護職・千葉氏は、蒙古襲来に伴い、当主千葉頼胤、千葉宗胤の二代にわたり、分国・肥前国小城郡に在陣したため、本国の惣領職は、宗胤の弟千葉胤宗に簒奪されてしまう。結果、小城千葉氏・千田千葉氏と、下総千葉氏に家督が分裂し、惣領職をめぐり相争う事態になる。
忠國は、下総国に拠った主家の千田千葉氏が衰退し、その過程で父忠家が戦死したため、下総国を退去し、千田千葉氏の親族であり、肥前国小城郡主・千葉胤紹を頼って西下したと伝える。
胤紹に仕えた忠國はその副将に抜擢され、肥前国佐嘉郡飯盛村に領地を拝領した。永享元年（1429年）には、本立院日字上人大徳を開山に招聘し、領地に菩提寺・本善寺（現在の常照院）を開基した。その後、胤紹の甥の教胤の重臣として活躍した。
死没時期は不明であるが、文明2年（1470年）8月7日に88歳で死去したともいわれている。
正室は大宰府安楽寺留守職小鳥居氏の娘。嫡男式部大輔忠保は小城の石井屋敷から領地に居館（飯盛城）を移転している。
佐賀藩祖鍋島直茂の正室で、初代藩主勝茂の生母となった陽泰院は6世の孫にあたる。

## 系譜
```
石井式部大輔藤原忠元
（
藤原鎌足
21代孫、母は
千葉介
の娘） ― 
左京大夫忠家
 ― 
式部大輔越後守忠國
 ― 
式部大輔忠保
 ― 
駿河守忠義
 ― 
和泉守忠清
 ― 
兵部少輔常延
 ― 
陽泰院彦鶴姫
（
佐賀藩
祖
鍋島直茂
正室・初代藩主
鍋島勝茂
母）
```